# Efectos de la altitud en los humanos

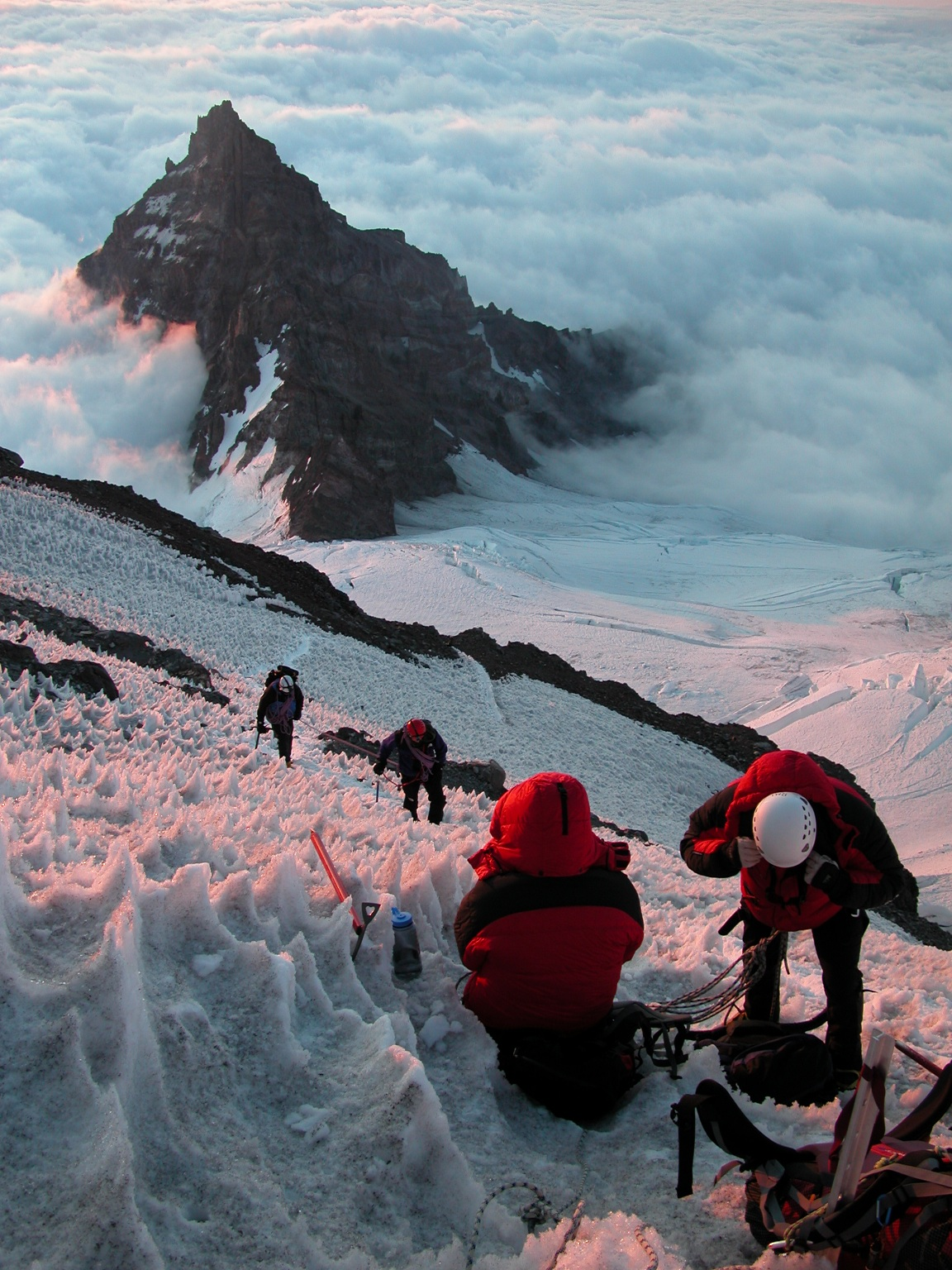
Ascensión al monte Rainier.

La altura afecta a los humanos. El porcentaje en que se satura el oxígeno determina el contenido de oxígeno en la sangre de los humanos. Cuando el cuerpo alcanza cerca de 2500 metros sobre el nivel de mar, la saturación de la oxihemoglobina comienza a disminuir drásticamente. Sin embargo, el cuerpo humano posee adaptaciones a corto y largo plazo que le permiten compensar, en forma parcial, la falta de oxígeno. Los atletas utilizan estas adaptaciones para mejorar su rendimiento. Existe un límite para la adaptación: los montañistas se refieren a las altitudes superiores a los 8000 metros como la "zona de la muerte", donde ningún cuerpo humano puede aclimatarse.

## Efectos en función de la altitud
El cuerpo humano funciona mejor a nivel nuclear (nivel del mar) donde la presión atmosférica es 101.325 Pa o 1013,25 milibares (o 1 atm, por definición). La concentración de oxígeno (O2) en el aire a nivel del mar es de 20.9% por lo que la presión parcial del O2 (PO2) es de 21,2 kPa. En individuos sanos, esto satura la hemoglobina, el pigmento rojo que captura el oxígeno en los eritrocitos de la sangre.
La presión atmosférica decrece exponencialmente con la altitud mientras que la fracción de O2 se mantiene constante por cerca de 100 km, entonces la PO2 también decrece exponencialmente con la altitud. Es cerca de la mitad de los valores de nivel del mar a 5000 metros, la altitud del campamento base del Monte Everest, y solo un tercio a 8849 m, en la cumbre del Monte Everest. Cuando la PO2 cae, el cuerpo responde con aclimatación a la altitud.
La medicina de montaña reconoce tres regiones que reflejan el decrecimiento en la cantidad de oxígeno en la atmósfera:
- Gran altitud = 1500-3500 metros
- Muy alta altitud = 3500-5500 metros
- Extrema altitud = por encima de 5500 metros

Viajar a estas regiones de grandes altitudes puede significar problemas médicos, desde pequeños síntomas de mal de montaña al potencialmente fatal edema pulmonar de altitud (HAPE) y edema cerebral de altitud (HACE). A más alta altitud, más alto es el riesgo.
Humanos han sobrevivido por 2 años a 5.950 m (475 millibar de presión atmosférica), que parece estar cerca de los límites de permanencia tolerable a esta altísima altitud. A extremas altitudes, por encima de 7500 m (383 millibar de presión atmosférica), dormir se vuelve dificultoso, y digerir la comida casi imposible, y el riesgo de HAPE o HACE se incrementan enormemente.

### Zona de la muerte

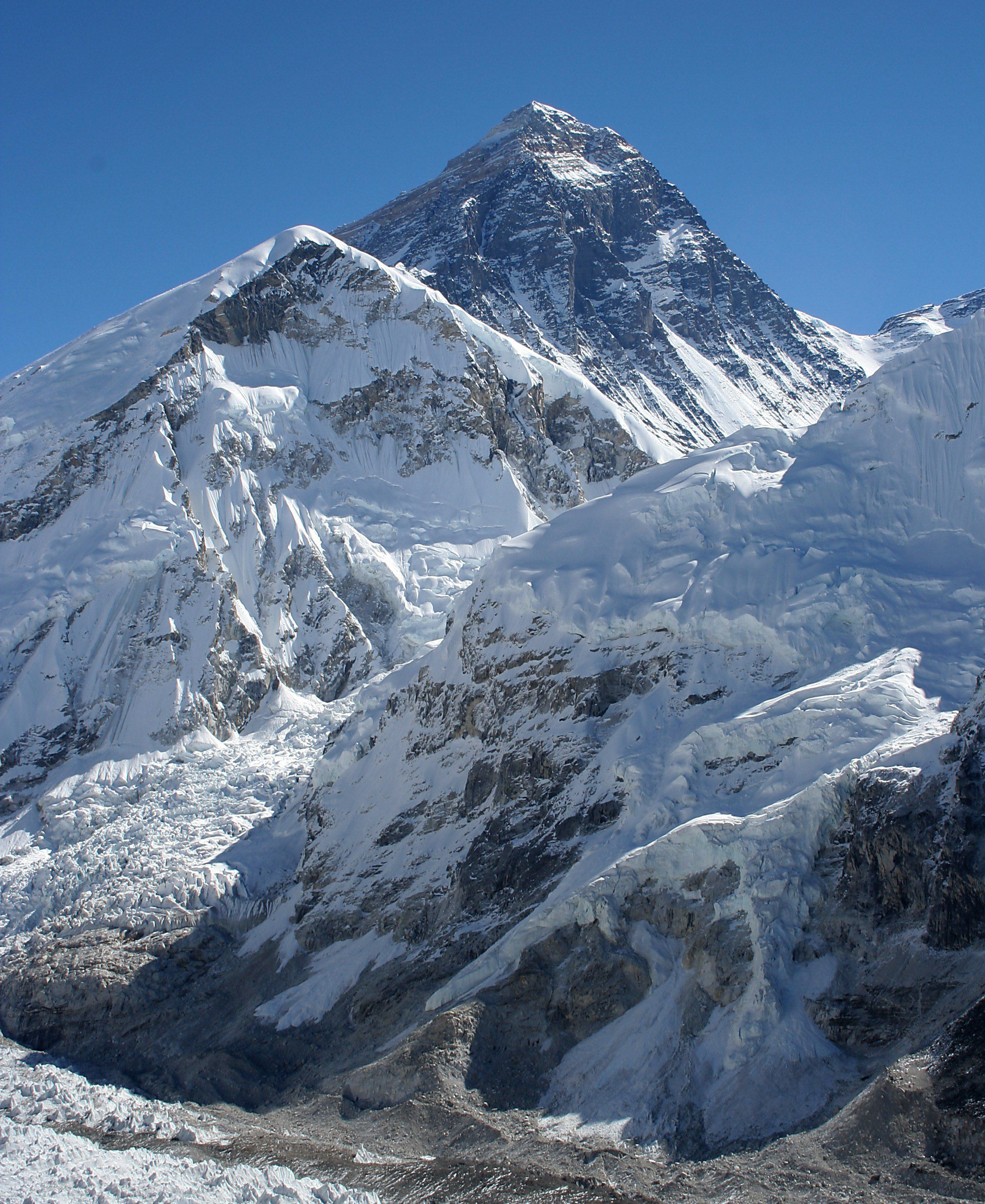
La cumbre del Monte Everest se encuentra en la denominada zona de la muerte.

Finalmente, en el ámbito del montañismo, se denomina "zona de la muerte", a la región ubicada por encima de una  altitud en la cual la presión parcial del oxígeno no es suficiente para mantener la vida humana. La frontera es generalmente ubicada a una altitud de 8000 m (equivalente a una presión atmosférica de menos de 356 milibares). Muchas muertes en montañismo de gran altitud se han producido por efectos en esta región, ya sea directamente por pérdida de signos vitales o indirectamente por decisiones incorrectas hechas bajo estrés, debilitamiento físico que conduce a accidentes.
En la "zona de la muerte", ningún cuerpo humano puede aclimatarse. El cuerpo usa su abastecimiento de oxígeno más rápido de lo que lo puede reemplazar. Una estancia extendida en la zona de la muerte resulta en un deterioro de las funciones del cuerpo, pérdida de conciencia, y por último, la muerte.
El término "zona de la muerte" fue originalmente utilizado por el doctor Suizo Edouard Wyss-Dunant en su libro "The Mountain World" de 1952.

## Aclimatación a la altitud
El cuerpo humano puede adaptarse a la altitud mediante una aclimatación inmediata o a largo plazo. A gran altitud y por un corto periodo la falta de oxígeno es detectada por los cuerpos carotídeos, y causa el incremento del ritmo respiratorio (llamado hiperventilación). De este modo se produce una alcalosis respiratoria, que inhibe el centro respiratorio mejorando su ritmo, tal y como lo requiere el cuerpo. La incapacidad de incrementar el ritmo respiratorio causa una respuesta inadecuada del cuerpo carotídeo, afecciones pulmonares o problemas renales.
A gran altitud el corazón late más rápido; el volumen sistólico (volumen de sangre bombeado por un ventrículo) decrece ligeramente y las funciones no esenciales del cuerpo son suprimidas. La digestión se vuelve menos eficiente debido a que el cuerpo suprime el sistema digestivo en favor de incrementar las reservas del sistema cardiorrespiratorio.
Sin embargo una aclimatación completa requiere días o incluso semanas. Gradualmente el cuerpo compensa la alcalosis respiratoria por medio de la excreción renal de bicarbonato, permitiendo una adecuada respiración que provee oxígeno sin el riesgo de una alcalosis. Se tardan cerca de 4 días a cualquier altitud dada y es mucho mayor con la acetazolamida. A veces el cuerpo reduce la producción de lactato (porque bajar el consumo de glucosa reduce la producción de lactato), decrece el volumen de plasma, se incrementan los hematocritos (policitemia), se incrementa la masa de los eritrocitos, una mayor concentración de capilares sanguíneos en los tejidos del músculo esquelético, se incrementa la mioglobina, las mitocondrias, la concentración de enzimas aeróbicas, el ácido 2,3 bifosfatoglicerato, vasoconstricción pulmonar hipóxica, e hipertrofia ventricular derecha.
Una adaptación hematológica completa a una gran altitud se consigue cuando el incremento de eritrocitos llega a su clímax y se detiene. Después de esto, la persona situada en altitudes extremas (5500 m) es capaz de realizar actividades físicas como si estuviera a nivel del mar. El periodo de completa adaptación se calcula multiplicando la altitud en kilómetros por 11.4 días. Por ejemplo para adaptarse a 4000 m de altitud se requieren aproximadamente 46 días. De cualquier modo, ningún periodo de adaptación permite a humanos vivir permanentemente por encima de los 5950 m.

## Altitud y rendimiento atlético
Para atletas, la gran altitud produce dos efectos contradictorios en el rendimiento. Para eventos explosivos (carreras de hasta 400 metros, salto en largo, salto triple) la reducción en la presión atmosférica significa que hay menos resistencia de la atmósfera y el desempeño del atleta generalmente será mejor a gran altitud. Para eventos de resistencia (carreras de 5000 metros o más) el efecto predominante es la reducción del oxígeno, lo que generalmente reduce el rendimiento del atleta a gran altitud. Organizaciones deportivas reconocen el efecto de la altitud en el desempeño.
Los atletas pueden tomar ventaja de la aclimatización a la altitud para incrementar el rendimiento. Los mismos cambios que ayudan al cuerpo a hacer frente a la gran altitud incrementan el rendimiento al volver al nivel del mar. De cualquier modo, esto no siempre es el caso. Los efectos de aclimatización positiva serán negados por los efectos de desentrenamiento, ya que los atletas no pueden entrenar con la misma intensidad a grandes altitudes que al nivel del mar.
Esto da origen al desarrollo de la modalidad de entrenamiento llamada "Vive-alto, entrena-bajo" donde el atleta usa muchas horas del día descansando o durmiendo a una alta altitud, pero realiza una parte o todo su entrenamiento a baja altitud. Una serie de estudios realizados en Utah comenzados los años 1990 por los investigadores Ben Levine, Jim Stray-Gundersen, y otros, mostró significativas ganancias en los rendimientos de los atletas que seguían ese protocolo por varias semanas. Otros estudios han demostrado ganancias en el rendimiento por meramente hacer algunas sesiones de ejercicio en altitud y aun así vivir al nivel del mar.
Los efectos de la mejora en el rendimiento en entrenamientos de altitud podrían deberse al incremento de Eritrocitos en la sangre, entrenamientos más eficientes, o cambios en la fisiología del músculo, sin embargo debido a la exposición a menores concentraciones de oxígeno por periodos prolongados, la altitud modifica la forma en la que el individuo toma decisiones, la percepción visual y la interacción social general.